# Кашая

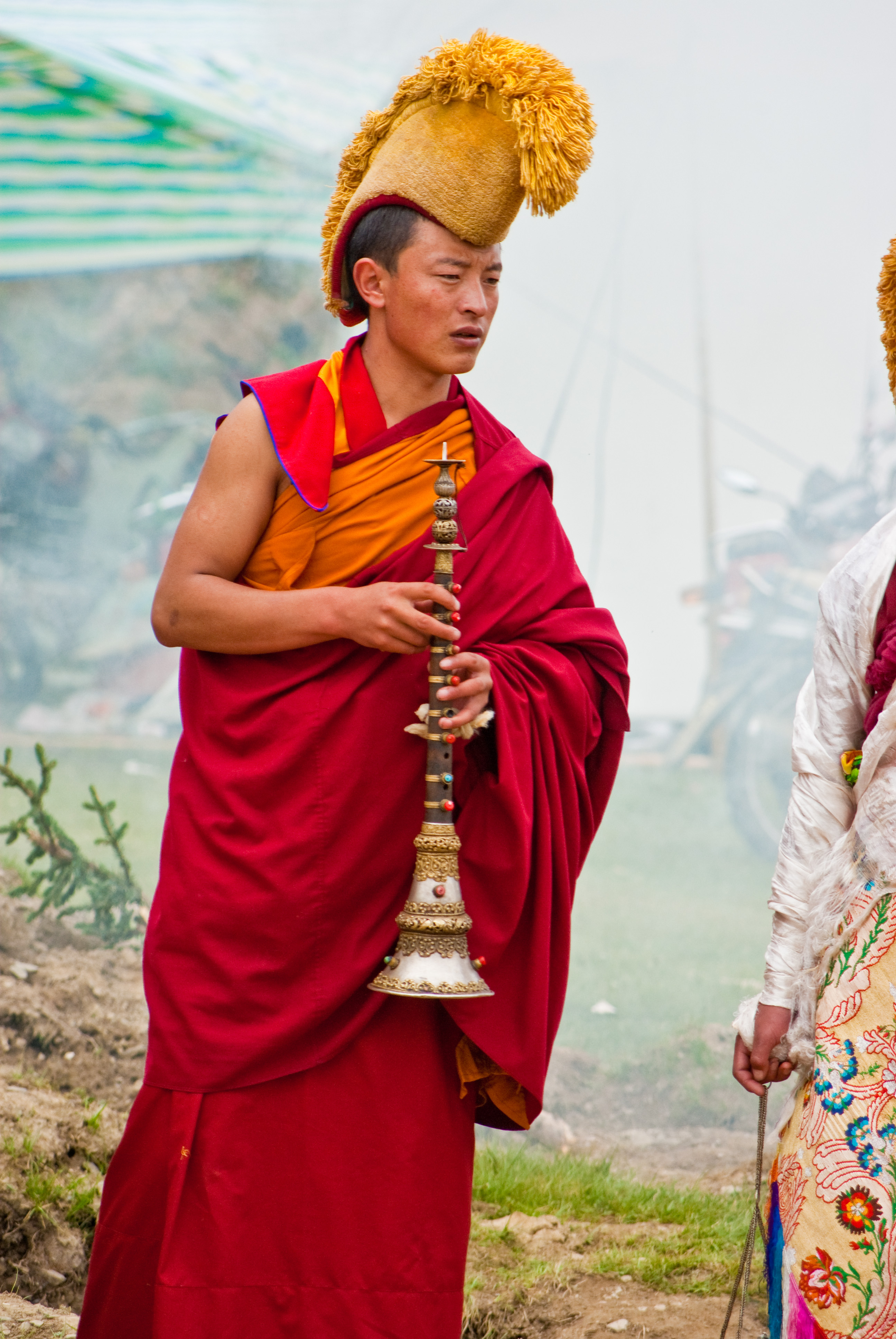
Один из вариантов одежды.

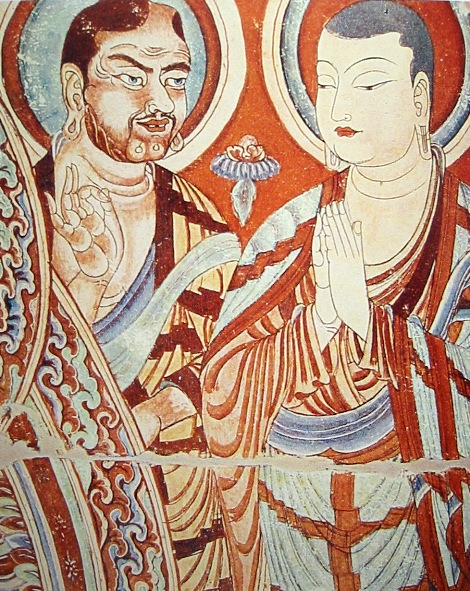
Монахи из Центральной Азии и Китая, носящие традиционную кашаю. Безеклик, восточная Таримская впадина, 9-10 вв.

Кашая (в японском буддизме «кэса») — традиционная одежда буддийских монахов и индуистских санньяси. Этим термином, как правило, называется одежда коричневого или шафранового цвета; в санскрите и пали есть слово cīvara, которым обозначается подобная одежда, независимо от цвета.
Детали кашаи, которая, согласно преданию, является набором предметов одежды Будды, могут несколько отличаться в зависимости от конкретной школы буддизма, но в ней всегда присутствует три одеяния: антарваса (подрясник), уттарасанга (ряса) и самгхати (мантия).